# Рибейра

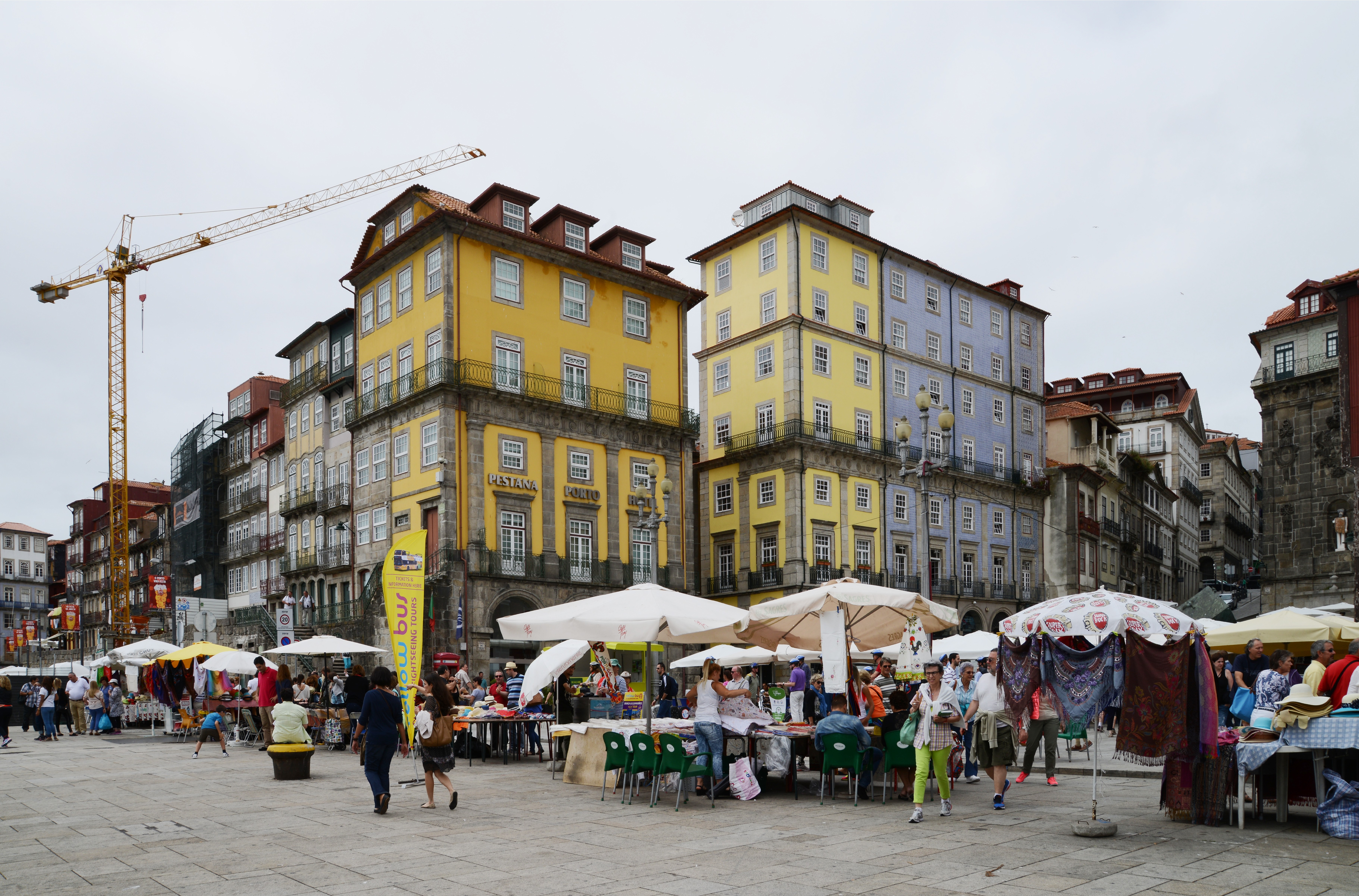
Площадь Рибейра.

Площадь Рибейра (порт. Praça da Ribeira) — историческая площадь в Порту, Португалия. Входит в исторический центр города, внесенный в список Всемирного наследия ЮНЕСКО.

## История

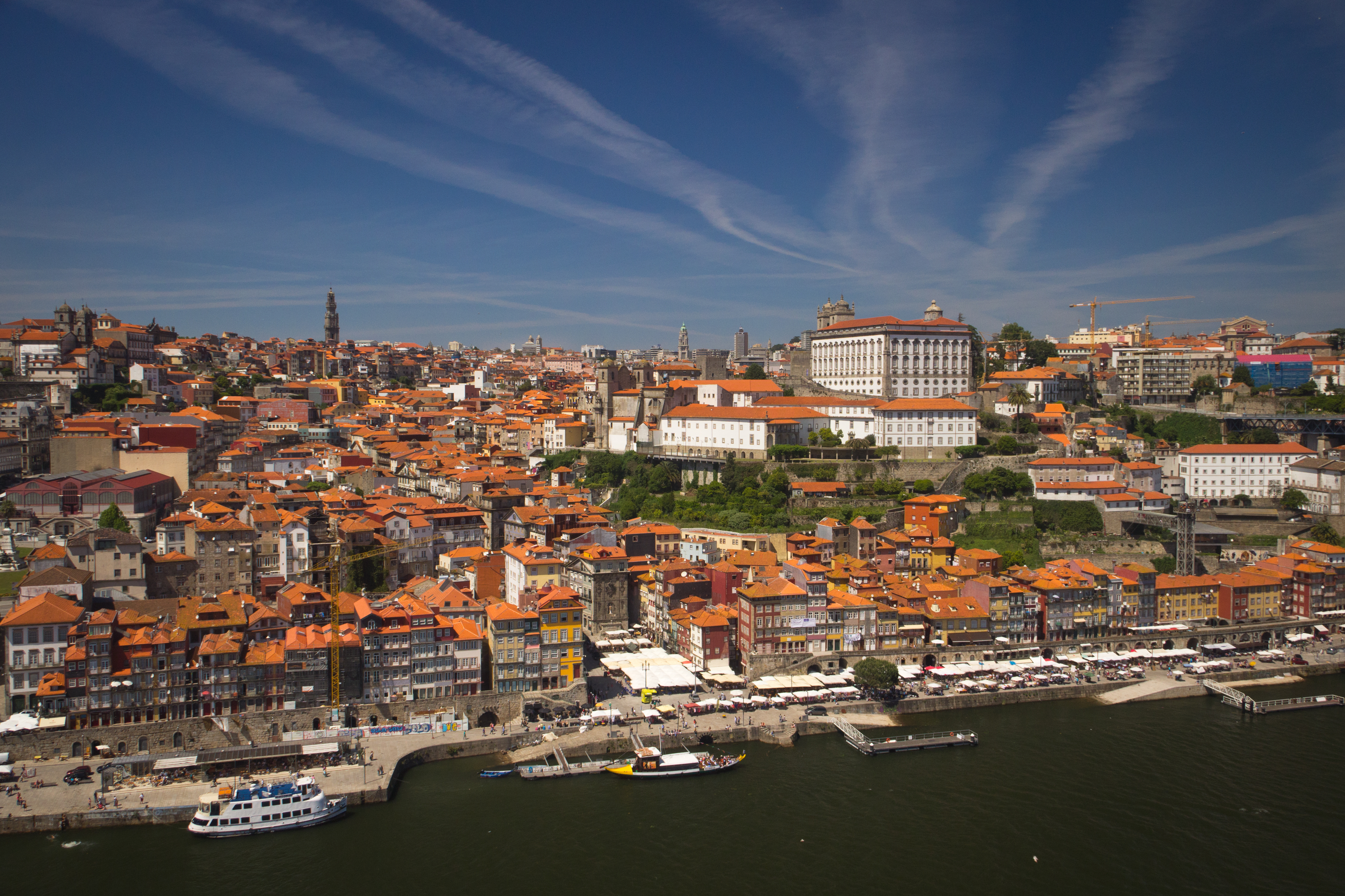
Вид с воздуха на площадь Рибейра и окрестности

Площадь расположена в историческом районе Рибейра (по-португальски "на берегу реки ") фрегезии (района) Сан-Николау. Район Рибейра раскинулся вдоль реки Дору и со времен средневековья был центром интенсивной коммерческой и производственной деятельности. Также с того времени на площади Рибейра появилось множество магазинов, торгующих рыбой, хлебом, мясом и другими товарами. В 1491 году постройки вокруг площади были уничтожены пожаром, а дома были перестроены с аркадами в цокольных этажах. Во время этой кампании по перестройке площадь также получила мостовую из каменных плит.
В середине 18 века город нуждался в новых решениях, чтобы обеспечить быстрый поток товаров и людей между районом Рибейра и другими районами Порту. В этом контексте губернатор Жоао де Алмада-и-Мело открыл новую улицу, улицу Сан-Жуан, которая соединила площадь Рибейра и верхний город, и способствовала реурбанизации самой площади. Проект, выполненный между 1776 и 1782 годами, приписывают Джону Уайтхеду, английскому консулу в Порту. Площадь должна была быть окружена с северной, западной и восточной сторон зданиями с аркадами, а южная сторона площади, обращенная к реке Дору, была окружена средневековыми стенами (Muralhas Fernandinas) Порту. Эти стены были снесены в 1821 году, открыв доступ к реке.

## Архитектурные доминанты
В северной части площади находится монументальный трехэтажный фонтан, построенный в 1780-х годах и украшенный гербом Португалии. Нишу фонтана занимает современная статуя Иоанна Крестителя работы скульптора Жоао Кутилейро. На площади также есть современная кубическая скульптура Хосе Родригеша (по прозвищу Кубо да Рибейра) над остатками фонтана 17-го века.